# Cantone di Genlis
Il Cantone di Genlis è una divisione amministrativa dell'arrondissement di Digione.
A seguito della riforma approvata con decreto del 18 febbraio 2014, che ha avuto attuazione dopo le elezioni dipartimentali del 2015, è passato da 27 a 25 comuni.

## Composizione
I 27 comuni facenti parte prima della riforma del 2014 erano:
- Aiserey
- Beire-le-Fort
- Bessey-lès-Cîteaux
- Bretenière
- Cessey-sur-Tille
- Chambeire
- Collonges-lès-Premières
- Échigey
- Fauverney
- Genlis
- Izeure
- Izier
- Labergement-Foigney
- Longchamp
- Longeault
- Longecourt-en-Plaine
- Magny-sur-Tille
- Marliens
- Pluvault
- Pluvet
- Premières
- Rouvres-en-Plaine
- Tart-l'Abbaye
- Tart-le-Bas
- Tart-le-Haut
- Thorey-en-Plaine
- Varanges

Dal 2015 i comuni appartenenti al cantone sono i seguenti 25:
- Aiserey
- Beire-le-Fort
- Bessey-lès-Cîteaux
- Cessey-sur-Tille
- Chambeire
- Collonges-lès-Premières
- Échigey
- Fauverney
- Genlis
- Izeure
- Izier
- Labergement-Foigney
- Longchamp
- Longeault
- Longecourt-en-Plaine
- Marliens
- Pluvault
- Pluvet
- Premières
- Rouvres-en-Plaine
- Tart-l'Abbaye
- Tart-le-Bas
- Tart-le-Haut
- Thorey-en-Plaine
- Varanges